# Велика Србија (новине)
Велика Србија су новине које објављује Српска радикална странка. До сад је објављено преко 3500 бројева.

## Историјат
Лист је основао Војислав Шешељ као гласило његове тадашње странке Српског четничког покрета. Први број новина изашао је 12. јула 1990. године.
Главни и одговорни уредник до маја 2012. године била је Елена Божић Талијан када је поднела неопозиву оставку на место генералног секретара странке.
Главни и одговорни уредник је Ружица Николић, помоћник главног и одговорног уредника је Ивана Ивановић а уредник издања је Александра Белачић. Секретар редакције је Дамирка Видовић.
Познате су по промовисању национализма, идеје Велике Србије и политике Српске радикалне странке.